# Crabzilla
Crabzilla (* ca. 1970) ist eine Japanische Riesenkrabbe. Mit einer Spannweite von fast vier Metern ist sie eine der größten in Gefangenschaft lebenden Riesenkrabben.

## Geschichte

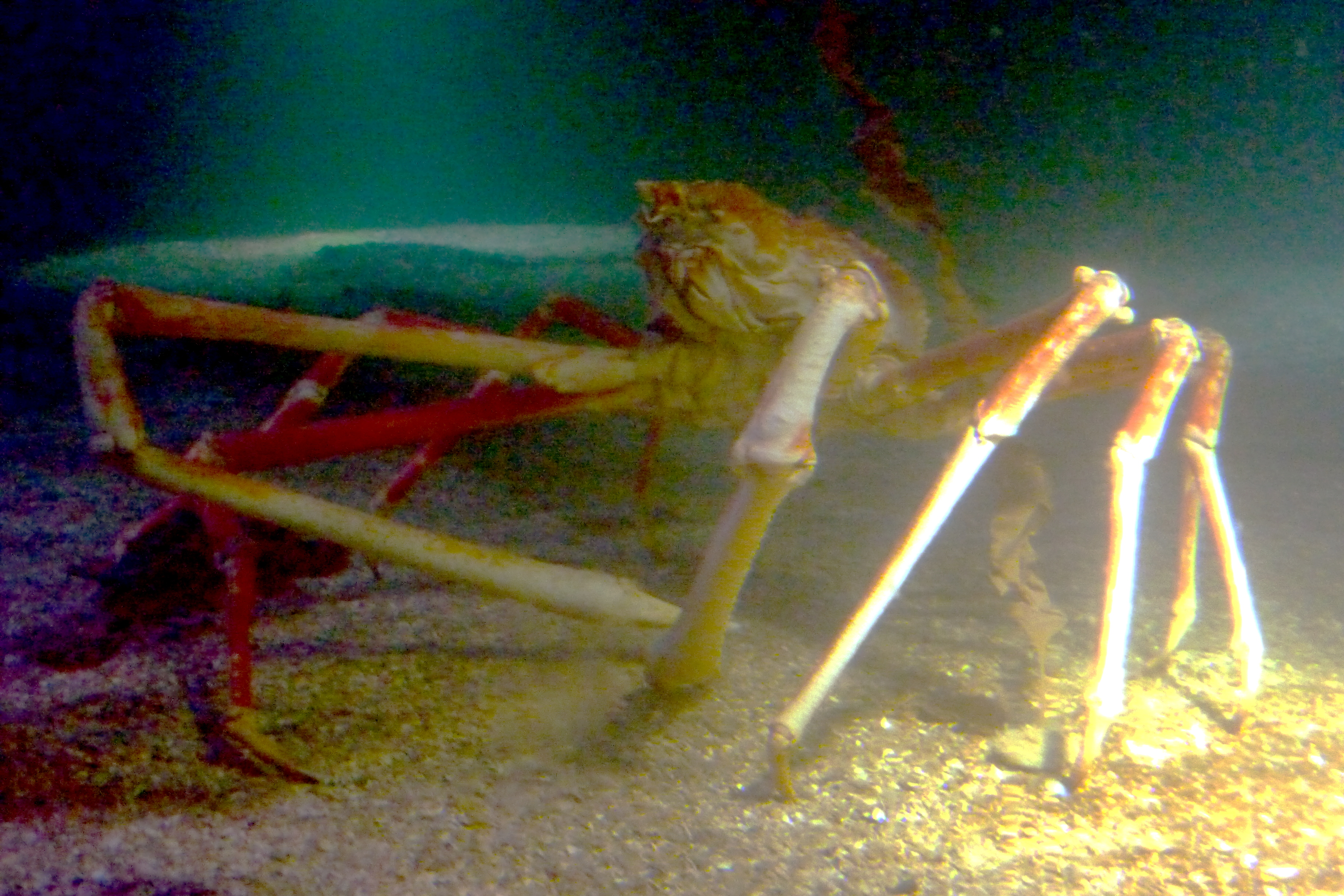
Crabzilla im Sea Life Centre in Scheveningen

Das Tier wurde im Pazifik gefangen und von Japan aus nach Großbritannien exportiert. Seinen Namen erhielt es in Anlehnung an das fiktive Monster Godzilla. Von Mitte Februar bis Ende März 2010 war Crabzilla im National Sea Life Birmingham zu sehen. Anfang August 2010 wurde das Tier ins Sea Life Centre im niederländischen Scheveningen verbracht, in dem es nun zu sehen ist.
Ab 8. März 2011 wird es vorübergehend für mindestens drei Monate im Sea Life bei Paris zu sehen sein, denn in Scheveningen finden Bauarbeiten statt.

## Medienecho
In der medialen Berichterstattung der Boulevard-Presse werden Sachverhalte über Crabzilla oft stark verzerrt dargestellt. Die Titulierung des Tiers als „Monster“ und die verzerrte Darstellung der tatsächlichen Größenverhältnisse durch das Fotografieren aus der Froschperspektive sind aus wissenschaftlicher Sicht als ungenau einzustufen.

## Belege
1. 1 2  Tiefseemonster "Crabzilla" zieht nach Scheveningen; Abruf am 3. August 2010.
2. ↑  'Crabzilla': The biggest crab ever seen in Britain... and it's still growing; Abruf am 3. August 2010.
3. ↑  Le spectaculaire Crabzilla débarque en France; Abruf am 9. März 2011.